# Otinotoides solomonensis
Otinotoides solomonensis är en insektsart som beskrevs av William Lucas Distant. Otinotoides solomonensis ingår i släktet Otinotoides och familjen hornstritar. Inga underarter finns listade i Catalogue of Life.